# 茨木市立南中学校
茨木市立南中学校（いばらきしりつ みなみちゅうがっこう）は、大阪府茨木市若園町にある公立中学校。

## 概要
通称は「南中」（なんちゅう）。校区内で大規模な宅地開発が行なわれたため、生徒数が増加し、茨木市きってのマンモス校となっている。バリアフリー化にも積極的で、市内で最も早くエレベーターの設置、スロープの取り付け工事が行なわれている。また、2002年には耐震工事が完了している。

## 沿革
茨木市立養精中学校より分離し、1967年に開校した。当初は養精中学校内に分教場を設置して授業をおこなっていたが、現在地に新校舎が完成したことに伴い正式に移転している。
その後1977年には茨木市立天王中学校を分離している。
- 1967年2月22日 - 茨木市議会、茨木市立南中学校の設置、および通学区域を決定。
- 1967年3月31日 - 茨木市議会、茨木市大字真砂243-1（現在地）を校地に決定。
- 1967年4月1日 - 茨木市立南中学校として開校。養精中学校内に分教場（仮校舎）を設置。
- 1968年8月26日 - 現在地に校舎竣工し、移転。
- 1968年9月1日 - 竣工式挙行、校章制定。
- 1969年4月25日 - 校歌制定。この日を創立記念日とする。
- 1977年6月1日 - 茨木市立天王中学校を分離。
- 2002年7月1日 - 東棟耐震改修工事、エレベーター設置。

## 通学区域
- 茨木市立玉櫛小学校の校区の大半
- 茨木市立水尾小学校の校区の大半
- 茨木市立葦原小学校の校区の大半

## 著名な出身者
- 松尾一 - サッカー審判員[1]

## 交通
- 阪急京都線・大阪モノレール 南茨木駅 東へ約1.8km。